# Angélica Chávez
Angélica Chávez de Patterson (14 de julio de 1889-1978) fue una docente y feminista panameña, miembro de la Asociación Nacional para el Progreso de la Mujer y fundadora de la Escuela Profesional Isabel Herrera Obaldía en la Ciudad de Panamá, de la que fue su primera directora. Fue la primera mujer en el país en dar conferencias y obtener una licencia de conducir.
Por sus aportes a la educación panameña fue distinguida con la Orden de Vasco Núñez de Balboa en grado de Gran Comendador en 1959.

## Biografía
Hija del bogotano Cornelio Chávez Sánchez y de Angélica Alvarado de Chávez, cursó estudios primarios en la Escuela República de San Felipe, cuya directora fue Josefina Aldrete y sus estudios secundarios los realizó en la Escuela Normal de Institutoras, cuyas directoras eran las hermanas Matilde y Rosa Rubiano. Estudió pedagogía en el Normal College de Nueva York gracias a una beca del Gobierno Nacional. Se casó con el doctor Guillermo Patterson, primer panameño en obtener el título de Doctor en Ciencias en una universidad de Estados Unidos.
En 1911 y hasta 1915 se desempeñó como inspectora de escuelas primarias de niñas de la capital, primera mujer en ejercer este cargo. En este periodo ejerció influencia en la modernización de la educación nacional, gestionando la creación de jardines de infancia en cada escuela, gimnasios y mejoramiento de los mobiliarios escolares, así como en la organización de planes de estudio y bibliotecas.
Promovió la creación de asociaciones gremiales desde donde impulsó la creación de un escalafón para maestras y el aumento del diez por ciento del salario cada cinco años.

### Creación de la Escuela Profesional de mujeres
En 1912 recomendó la creación de una escuela de artes y oficios para mujeres, especializada en modistería, sombrería, telegrafía, comercio y educación para el hogar. El Secretario de Instrucción Pública, Alfonso Preciado acogió su petición y Angélica fue nombrada como primera directora de la Escuela Profesional para Mujeres. En su cargo creó un departamento de economía doméstica para educar a las mujeres, independientemente de su clase social, en la administración del hogar.

### Participación en organizaciones feministas
Angélica Chávez fue miembro honorario del Club Ariel, primera asociación intelectual femenina de Panamá y de la Sociedad Nacional para el Progreso de la Mujer. Presidió la Liga Patriótica Femenina, creada en 1945 luego de la elección como diputada de Esther Neira de Calvo.

## Obras
- Compendio de higiene
- Conferencias e informes pedagógicos, Esfuerzos e ideales
- El hogar feliz